# Guido Pompilj
Guido Pompilj (Magione, 18 marzo 1854 – Roma, 8 maggio 1910) è stato un politico italiano e sottosegretario di Stato al Ministero delle finanze e al Ministero degli affari esteri.

## Biografia
Guido Pompilj, figlio di un cospiratore contro l'autorità pontificia a Perugia e sul Trasimeno, divenne da giovanissimo (1879) consigliere e poi presidente della provincia dell'Umbria (1897-1910); fu deputato del I collegio di Perugia (1886-1910) dalla XVI alla XXIII legislatura; sottosegretario di Stato al Ministero delle finanze (Governo di Giuseppe Saracco 1900-1901) e al Ministero degli affari esteri (Governo di Giovanni Giolitti 1906-1909).
Salvò il lago Trasimeno dal prosciugamento ad opera di speculatori, creando un consorzio di bonifica e lottando per redimere l'intera area dalla malaria. Commissionò ai fotografi fiorentini Fratelli Alinari un album per documentare la sua opera, decretando l'avvio turistico dell'intero bacino e divenendone di fatto il forte soldato del bene cantato nella lirica di Vittoria Aganoor Trasimeno.
Grande studioso, scrittore e oratore acclamato in più parti del regno, leopardiano nella vita trascorsa nell'erudizione fino al massimo impegno politico ricoperto alla Camera, fu delegato per due volte dal Re d'Italia plenipotenziario all'Aia per la Conferenza per la pace, nel 1899 e nel 1907. Allievo del ministro Luigi Luzzatti, entrato in politica nelle file della fazione liberale-monarchica, fu in politica un uomo libero, rifiutando talvolta proposte ministeriali in ragione della propria indipendenza, venendo additato ad arte dai denigratori come seguace del Trasformismo. Legato da profonda amicizia a Sidney Sonnino e Tommaso Tittoni, intrattenne frequentazioni familiari con l'ambasciatore di Francia in Italia Camille Barrère.
Sposò nel 1901 la poetessa italiana Vittoria Aganoor e visse con lei il decennio della Belle époque, sempre al centro dei circoli culturali, degli ambienti diplomatici e di corte. Nel 1910, il giorno in cui la moglie morì, egli si suicidò sparandosi in virtù di un accordo preso con l'amata.
Il suo gesto estremo, emblema dell'amore indissolubile, contribuì a costruire un alone romantico intorno alle poesie della Aganoor giovando alla loro diffusione.

## Scritti
- L'eau de jouvence di Ernesto Renan, breve studio di Guido Pompilj, Perugia, Tip. Boncompagni, 1881;
- Discorso pronunziato nel teatro di Minerva in Perugia la sera del 15 maggio 1886 da Guido Pompilj agli elettori del primo collegio dell'Umbria, Perugia, Tip. V. Bertelli, 1886;
- Legge sui prefetti: Discorso pronunziato dal deputato Guido Pompilj alla Camera dei deputati nella tornata del 4 luglio 1887, Roma, Tip. della Camera dei deputati, 1887;
- Commemorazione di Vittorio Emanuele, discorso pronunziato il 29 gennaio 1888 in Perugia, Perugia, Tipografia V. Bartelli, 1888;
- Consorzio del Trasimeno: Relazione generale della Deputazione amministrativa al Consiglio dei delegati, tornata del 29 novembre 1891, Perugia, Tip. Boncompagni, 1892;
- Discussione del bilancio degli affari esteri, discorsi dal deputato Pompilj alla camera dei deputati nelle sedute dei 29 e 30 luglio 1895, Roma, tip. camera dei deputati, 1895;
- Leone Tolstoi, discorso tenuto al Collegio romano il 26 aprile 1894, Milano, Fratelli Treves Tip. Edit., 1895;
- Interpellanze sulla politica estera, discorso pronunziato alla camera dei deputati nella tornata del 2 maggio 1899, Roma, Tip. della camera dei deputati, 1899;
- Commemorazione di Re Umberto I, discorso pronunziato il 20 settembre 1900, Perugia, Unione Tipografica Cooperativa, 1900;
- L'Umbria, discorso pronunziato al Collegio Romano, Roma, Direzione della Nuova Antologia, 1902, estratto da: Nuova Antologia, 16 giugno 1902;
- La dinastia del sacrificio, (Vittorio, Amedeo, Umberto), appendice (Giuseppe Garibaldi), discorsi, Perugia, Unione tipografia editrice, 1903;
- Discorsi e conferenze di Guido Pompilj, Città di Castello, Casa tip.ed. S. Lapi, 1911.